# Eudonia orthoria
Eudonia orthoria là một loài bướm đêm trong họ Crambidae.